# Piatra Șoimului
Piatra Șoimului is een Roemeense gemeente in het district Neamț.
Piatra Șoimului telt 8395 inwoners.